# Oroclinal de Bolivia
El Oroclinal de Bolivia, también llamado Oroclinal boliviano, es la curvatura que se forma en la cordillera de Los Andes, específicamente en su parte central. El oroclino es el resultado de la subducción entre la placa de Nazca y la placa Sudamericana, la cual, por medio de sus cambios de velocidad y ángulo de subducción dan diferentes características tectónicas e ígneas a la cadena montañosa de Los Andes.
Los límites del oroclinal no se encuentran bien definidos, sin embargo una de las características más importantes que presenta es la deformación de las unidades geológicas.
Algunos de los rasgos más importantes del oroclino están descritos en Sempere et al. (1988).

## Características geológicas y cinemáticas
El oroclino presenta varias características geológicas y cinemáticas que lo distinguen de otras zonas de los Andes. El oroclinal de Bolivia se caracteriza por la rotación opuesta de sus flancos, con rotaciones antihorarias de entre 15 y 20 grados en el norte y rotaciones horarias de entre 15 y 20 grados en el sur. Sin embargo, estudios más recientes sugieren que las rotaciones regionales podrían ser considerablemente menores, en el orden de 5 a 10 grados. Además, el modelo cinemático propuesto indica que los movimientos perpendiculares al orógeno aumentan hacia el recodo, mientras que los movimientos paralelos al orógeno se incrementan al alejarse de él. Existe un consenso general de que el acortamiento más importante de los Andes ocurrió durante el Neógeno, lo que implica que el oroclino se habría formado en los últimos 25 millones de años (Ma), mientras que la dirección de convergencia de las placas se ha mantenido constante durante este periodo.
El oroclino presenta asimetrías notables en términos de topografía y geología, a pesar de su apariencia simétrica a gran escala. En la región posterior al arco, se distinguen cuatro unidades geológicas principales: el Altiplano, la Cordillera Oriental, la Zona Interandina y las Sierras Subandinas, cada una con características morfológicas y estructurales únicas. Estas unidades no se desarrollan uniformemente en toda la región del oroclino, mostrando variaciones importantes en su desarrollo geológico.

## Evolución tectónica
La evolución tectónica del Oroclinal de Bolivia ha sido clave en la deformación de los Andes centrales. Se ha determinado que el oroclino boliviano ha influido de manera significativa en la deformación cortical de los Andes centrales, particularmente en la meseta del Altiplano. Reconstrucciones recientes del oroclino, basadas en datos paleomagnéticos y estimaciones de acortamiento, indican que la curvatura de los Andes en esta región estuvo acompañada por desplazamientos fuera del plano y rotaciones verticales, lo que permitió acomodar las tensiones tectónicas asociadas con la formación del oroclino. Estas reconstrucciones sugieren que las rotaciones de los flancos del oroclino, de aproximadamente 13 grados, junto con desplazamientos en fallas como la de Cochabamba y la de Río Novillero, jugaron un papel crucial en la reducción de la incompatibilidad cinemática en la región.
Además, estudios recientes plantean que el acortamiento en los flancos norte y sur del oroclino boliviano varía entre 300 y 370 km, dependiendo de la zona. Estas variaciones en el acortamiento se correlacionan con la rotación de los bloques corticales a lo largo del eje del oroclino, lo que ha permitido ajustar los modelos cinemáticos con una mayor precisión.